# Through a Glass Darkly
Through a Glass Darkly, es el sexto episodio de la segunda temporada de la serie The Musketeers, emitido el 20 de febrero del 2015.

## Historia
El astrónomo Marmion invita a la casa real, junto con los mosqueteros: Aramis, Porthos y D'Artagnan, Constance, Milady, Rochefort y Marguerite para ver un eclipse solar en su castillo. Una vez dentro del castillo, Marmion junto a su hermano Robert y sus hombres toman a todos como rehenes, Marmion empuja a Aramis por un ventanal y lo cree muerto, encadena a Porthos y a Rochefort en las mazmorras y amarra a D'Artagnan y Constance, poco después Marmion obliga al rey a jugar con una moneda para decidir quién vive y quién muere, obligando al rey a tomar decisiones que lo harán sentirse culpable.
Milady decide jugar su juego y gana, logrando su libertad, una vez fuera del castillo Milady va a París a buscar a Athos y al capitán Treville, para alertarlos sobre las acciones de Marmion. El conde de la Prade también decide jugar, pero pierde el volado y es asesinado por Marmion. Más tarde el rey cae en el juego de Marmion tomando una mala decisión que lo cuesta la vida a la condesa de Gagnon, el monsieur Fernel y a la señora Fernel.
Mientras Marmion les explica a todos su odio por la monarquía y las verdaderas razones de sus acciones extremistas, Milady, Athos y el capitán Treville llegan con apoyo, mientras que Aramis quien se había salvado luego de haber caído en una carpa, logra encontrar y salvar a la reina Anne y a su pequeño hijo; y Porthos y Rochefort logran liberarse de las cadenas, juntos logran derrotar a Marmion y sus hombres, y liberar a todos.

## Elenco

### Personajes Principales
| Actor             | Personaje                 |
| ----------------- | ------------------------- |
| Santiago Cabrera  | Aramis                    |
| Alexandra Dowling | Reina Anne de Austria     |
| Howard Charles    | Porthos                   |
| Tom Burke         | Athos                     |
| Luke Pasqualino   | D'Artagnan                |
| Tamla Kari        | Constance Bonacieux       |
| Maimie McCoy      | Milady de Winter          |
| Hugo Speer        | Capitán Treville          |
| Ryan Gage         | Rey Louis XIII de Francia |
| Marc Warren       | Comte de Rochefort        |

### Personajes Secundarios
| Actor           | Personaje         |
| --------------- | ----------------- |
| Leo Gregory     | Marmion           |
| Nathan Wright   | Robert            |
| Charlotte Salt  | Marguerite        |
| Tristan Beint   | Conde de la Prade |
| Jessica Guise   | Condesa de Gagnon |
| Nick Caldecott  | Monsieur Fernel   |
| Katie Lightfoot | Señora Fernel     |
| Chelsea Grant   | Arabella          |